# صفحه شتلند
صفحه شتلند (انگلیسی: Shetland Plate) یک صفحه زمین‌ساختی کوچک است که در انتهای شبه‌جزیره جنوبگانی واقع شده است. بخش عمده این صفحه توسط صفحه جنوبگان احاطه شده است که مرز غربی آن یک منطقه فرورانش است که جزایر شتلند جنوبی بر اثر برخورد این صفحه‌ها پدید آمده است.